# 無量寺 (久留米市)
無量寺（むりょうじ）は福岡県久留米市にある浄土宗の寺院。

## 概要
1626年（寛永3年）に創建。1663年（寛文3年）に移転。
1945年（昭和20年）8月11日、久留米空襲で本堂・仏像焼失。本尊の阿弥陀如来像（重要文化財、当時の旧国宝）は被害を免れた。

## 文化財

### 重要文化財
- 木造阿弥陀如来立像

## 所在地
- 〒830-0044 福岡県久留米市本町8番4号